# Michael Ernst (Theologe)
Michael Ernst (* 1947 in Mainz) ist ein deutscher Theologe.

## Wissenschaftlicher Werdegang
1958–1966 besuchte er den humanistischen Zweig des Stefan-George-Gymnasiums und maturierte am 21. Oktober 1966.
Er wurde 1966 als Novize in das Benediktinerkloster Ettal aufgenommen und kam 1967 zum Studium an die Universität Salzburg. Nach seinem Klosteraustritt im Jahr 1969 setzte er seine theologischen Studien in Salzburg fort, wo er am 27. Jänner 1972 zum Magister Theologiae spondiert und am 12. Juni 1975 zum Dr. theol. promoviert wurde. Am 9. Jänner 1987 wurde ihm anlässlich der Habilitation die Lehrbefugnis als Universitätsdozent für Neutestamentliche Bibelwissenschaft verliehen. Er war Schüler des Salzburger Professors Wolfgang Beilner und wirkte ab 1972 als dessen Assistent. 1987–1998 war Ernst Leiter der Abteilung für Neutestamentliche Einleitung und Zeitgeschichte am Institut für Neutestamentliche Bibelwissenschaft der Theologischen Fakultät der Universität Salzburg, von 1997 bis 2001 war er dort Institutsvorstand. Außerdem übte er diverse Funktionen im Bereich der Universitätsstrukturen (Stellvertretender Senatsvorsitzender, Leiter des Fakultätskollegiums u. a.) aus.
Von 2002 bis 2017 übernahm er zusätzlich die Professur für Theologie des Neuen Testaments an der Philosophisch-Theologischen Hochschule Benedikt XVI. in Heiligenkreuz; dort war er seit 2012 (dem Jahr der Pensionierung in Salzburg)  Institutsvorstand und 2015–2017 auch Studiendekan.
Seine wissenschaftlichen Schwerpunkte sind die sozialgeschichtliche Bibelauslegung; Sprache, Literatur und Alltagstexte aus der Zeit des Neuen Testaments; Biblische Theologie und Bibelfilme, speziell Jesusfilme.
Den Mel-Gibson-Film Die Passion Christi nahm Ernst gegen antisemitische Vorwürfe in Schutz.

## Privatleben
Ernst, im Jahr 1986 verwitwet, ist seit 1988 verheiratet und hat zwei Töchter in zweiter Ehe; er wohnt im Salzburger Stadtteil Leopoldskron.

## Publikationen (Auswahl)

### Als Mitherausgeber
- Bibelwissenschaftliche Fachzeitschrift Protokolle zur Bibel (1992 – 2002)
- Sprachlicher Schlüssel zu den Apokryphen (Deuterokanonischen Schriften) des Alten Testaments
- Über 1600 Lexika-Artikel (sowie Redaktion der Bildauswahl und -zusammenstellung), in: Die Bibel A–Z. Das große Salzburger Bibellexikon, hg.v. M. Stubhann, Salzburg 1985. [dieses Lexikon ist gleichsam „aufgegangen“ in dem folgenden]:
- Herders Neues Bibellexikon, Herder, Freiburg / Basel / Wien 2008.
- Herders neuer Bibelatlas. Herder, Freiburg / Basel / Wien 2013, ISBN 978-3-451-32350-8.
- Thomas von Aquins Kommentar zum Johannesevangelium. Vandenhoeck & Ruprecht, Göttingen 2016, ISBN 978-3-525-51005-6.
- Sprachlicher Schlüssel zur Sapientia Salomonis, bearbeitet von P. Arzt, M. Ernst u. a. (Sprachlicher Schlüssel zu den Apokryphen (Deuterokanonischen Schriften) des Alten Testaments 1), Salzburg 1995 (2. Auflage 1997).
- Sprachlicher Schlüssel zu Judith, bearbeitet von P. Arzt, M. Ernst u. a. (Sprachlicher Schlüssel zu den Apokryphen (Deuterokanonischen Schriften) des Alten Testaments 2), Salzburg 1997.

### Als Verfasser
- verschiedene Lexika-Artikel in: Münchener Theologisches Wörterbuch zum Neuen Testament, hg. v. Josef Hainz / Alexander Sand, Düsseldorf 1997 (Eifer etc.: 92f.; Krieg etc.: 236–238; Prophet: 293–295; Ruhe: 302f; Scham etc.: 311f; Schöpfung etc.: 314–316; Schrift etc.: 316–318; Steuer: 340f; Tier: 352–354; Wahrheit: 387–390; Welt etc.: 401–403; Werk etc.: 403–406; Zorn: 423–425).
- Einleitung in das NT, in: W. Beilner / M. Ernst: Unter dem Wort Gottes. Theologie aus dem Neuen Testament, Thaur (Kulturverlag) 1993.
- Distanzierte Unpersönlichkeit. Analyse von Sprache und Stil des 2. Thessalonicherbriefes im Vergleich mit paulinischen Texten, Salzburg  (Verlag Institut für Ntl. Bibelwissenschaft) 1998.
- Sehr viele wissenschaftliche und populärwissenschaftliche Artikel in Zeitschriften und weiteren Printmedien, darunter z. B. auch aus dem Bereich des Forschungsprojektes „Papyri und Neues Testament“:
- Neues Testament und Papyrologie. Ein Forschungsprojekt, in: A. Buschmann (Hg.), Jahrbuch der Universität Salzburg 1989–1991, München/Salzburg 1993, 11–18 (gem. mit P. Arzt), [samt der Edition von 3 Papyri aus der Wiener Papyrussammlung]
- Neutestamentliche Texte in ihrem sozial- und wirtschaftsgeschichtlichen Kontext. In: Theologisch-praktische Quartalschrift. Band 166, Nr. 1, 2018, ISSN 0040-5663, S. 53–61.